# 손재학 (1900년)
손재학(孫在學, 1900년 12월 28일 대한제국 충청남도 홍성 출생 ~ 1989년 3월 29일 대한민국 충청남도 홍성군 홍성읍 월산리)은 대한민국의 정치인이다.
1988년 2월 중순경부터 노환을 앓다가 1년 1개월 후 1989년 3월 29일을 기하여 향년 90세로 별세하였다.

## 약력
- 경성 피어선학원을 중퇴하였다.
- 1948년 5월 10일 : 제헌 국회의원(충남 홍성)

## 역대 선거 결과
| 실시년도 | 선거   | 대수 | 직책     | 선거구      | 정당               | 득표수   | 득표율          | 순위 | 당락 | 비고 |
| -------- | ------ | ---- | -------- | ----------- | ------------------ | -------- | --------------- | ---- | ---- | ---- |
| 1948년   | 총선   | 1대  | 국회의원 | 충남 홍성군 | 대한독립촉성국민회 | 18,260표 | \| \| 44.90% \| | 1위  |      | 초선 |
|          | 44.90% |      |          |             |                    |          |                 |      |      |      |

## 참고자료
- 《대한민국 의정총람》, 국회의원총람발간위원회, 1994년
- 손재학 - 대한민국헌정회